# Sântion
Sântion (węg. Biharszentjános) – wieś w Rumunii, w okręgu Bihor, w gminie Borș. W 2011 roku liczyła 1734 mieszkańców.